# Mistrzostwa Świata w Piłce Nożnej 2014 (eliminacje strefy CONCACAF)/Grupa H

## Tabela
| Lp. | Drużyna   | M | Mecze | Mecze | Mecze | Bramki | Bramki | Bramki | Pkt |
| Lp. | Drużyna   | M | W     | R     | P     | +      | −      | +/−    | Pkt |
| --- | --------- | - | ----- | ----- | ----- | ------ | ------ | ------ | --- |
| 1.  | Meksyk    | 6 | 6     | 0     | 0     | 15     | 2      | +13    | 18  |
| 2.  | Kostaryka | 6 | 3     | 1     | 2     | 14     | 5      | +9     | 10  |
| 3.  | Salwador  | 6 | 1     | 2     | 3     | 8      | 11     | −3     | 5   |
| 4.  | Gujana    | 6 | 0     | 1     | 5     | 5      | 24     | −19    | 1   |

## Mecze
| 8 czerwca 2012 | Meksyk · Salcido 11' · dos Santos 15' · Rodrigues 51' (sam.) | 3:1(2:0) | Gujana · 62' (sam.) Moreno | Estadio Azteca, Meksyk Widzów: 80,401 Sędzia: Javier Santos |
|                |                                                              |          |                            |                                                             |

| 8 czerwca 2012 | Kostaryka · Saborío 10' · Campbell 15' | 2:2(2:1) | Salwador · 23' Gutiérrez · 54' Romero | Estadio Nacional de Costa Rica, San José Widzów: 23,701 Sędzia: Walter López Castellanos |
|                |                                        |          |                                       |                                                                                          |

| 12 czerwca 2012 | Salwador · Pacheco 65' | 1:2(0:0) | Meksyk · 60' Zavala · 82' Moreno | Estadio Cuscatlán, San Salvador Widzów: 29,712 Sędzia: José Pineda |
|                 |                        |          |                                  |                                                                    |

| 12 czerwca 2012 | Gujana | 0:4(0:2) | Kostaryka · 20', 26', 52' Saborío · 77' Campbell | Providence Stadium, Providence Widzów: 11,000 Sędzia: Marcos Brea |
|                 |        |          |                                                  |                                                                   |

| 7 września 2012 | Kostaryka | 0:2(0:1) | Meksyk · 43' Salcido · 52' Zavala | Estadio Nacional de Costa Rica, San José Widzów: 32,500 Sędzia: Roberto Moreno |
|                 |           |          |                                   |                                                                                |

| 7 września 2012 | Salwador · Gutiérrez 4' · Romero 21' | 2:2(2:1) | Gujana · 20' 54' Bobb | Estadio Cuscatlán, San Salvador Widzów: 24,00 Sędzia: Jair Marrufo |
|                 |                                      |          |                       |                                                                    |

| 11 września 2012 | Meksyk · Hernández 60' | 1:0(0:0) | Kostaryka | Estadio Azteca, Meksyk Widzów: 44,007 Sędzia: Courtney Campbell |
|                  |                        |          |           |                                                                 |

| 11 września 2012 | Gujana · Richardson 1' · Nurse 62' | 2:3(1:1) | Salwador · 12' Romero · 56' Alas · 76' Burgos | Providence Stadium, Providence Widzów: 4,141 Sędzia: Raymond Bogle |
|                  |                                    |          |                                               |                                                                    |

| 12 października 2012 | Salwador | 0:1(0:1) | Kostaryka · 31' Cubero | Estadio Cuscatlán, San Salvador Widzów: 35,082 Sędzia: Mark Geiger |
|                      |          |          |                        |                                                                    |

| 12 października 2012 | Gujana | 0:5(0:0) | Meksyk · 77' Guardado · 79' Peralta · 83' (samobój.) Pollard · 84' Hernández · 86' Reyna | BBVA Compass Stadium, Houston (USA) Widzów: 12,115 Sędzia: Walter Alberto López |
|                      |        |          |                                                                                          |                                                                                 |

| 16 października 2012 | Kostaryka · Brenes 10' 48' · Gamboa 14' · Saborío 51' (k) 77' · Bolaños 61' · Borges 70' | 7:0(2:0) | Gujana | Estadio Nacional de Costa Rica, San José Widzów: 27,500 Sędzia: Héctor Rodríguez |
|                      |                                                                                          |          |        |                                                                                  |

| 16 października 2012 | Meksyk · Peralta 64' · Hernández 85' | 2:0(0:0) | Salwador | Estadio Corona, Torreón Widzów: 26,333 Sędzia: Jafeth Perea |
|                      |                                      |          |          |                                                             |